# Typhonium
Typhonium is een geslacht uit de aronskelkfamilie (Araceae). De soorten komen voor van Mongolië tot in tropisch Azië en Noord- en Oost-Australië.

## Soorten
- Typhonium acetosella Gagnep.
- Typhonium adnatum Hett. & Sookch.
- Typhonium albidinervium C.Z.Tang & H.Li
- Typhonium albispathum Bogner
- Typhonium attapeuense A.Galloway
- Typhonium aungmyintwinii K.Z.Hein & Naive
- Typhonium bachmaense V.D.Nguyen & Hett.
- Typhonium baoshanense Z.L.Dao & H.Li
- Typhonium blumei Nicolson & Sivad.
- Typhonium bognerianum J.Murata & Sookch.
- Typhonium bulbiferum Dalzell
- Typhonium circinnatum Hett. & J.Mood
- Typhonium conchiforme Hett. & A.Galloway
- Typhonium cordifolium S.Y.Hu
- Typhonium corrugatum Hett. & Rybková
- Typhonium digitatum Hett. & Sookch.
- Typhonium dongnaiense Luu, Nguyen-Phi & H.T.Van
- Typhonium echinulatum Hett. & Sookch.
- Typhonium edule K.Z.Hein & Naive
- Typhonium elatum H.Ara & M.A.Hassan
- Typhonium filiforme Ridl.
- Typhonium flagelliforme (G.Lodd.) Blume
- Typhonium fultum Ridl.
- Typhonium gagnepainii J.Murata & Sookch.
- Typhonium gallowayi Hett. & Sookch.
- Typhonium glaucum Hett. & Sookch.
- Typhonium gracile Schott
- Typhonium griseum Hett. & Sookch.
- Typhonium hangiae V.D.Nguyen, D.D.Nguyen & V.C.Nguyen
- Typhonium hayatae Sriboonma & J.Murata
- Typhonium huense Nguyen & Croat
- Typhonium hunanense H.Li & Z.Q.Liu
- Typhonium inopinatum Prain
- Typhonium jinpingense Z.L.Wang, H.Li & F.H.Bian
- Typhonium kbangense V.D.Nguyen & Đinh
- Typhonium khonkaenense A.Galloway & Charoenwong
- Typhonium laoticum Gagnep.
- Typhonium lineare Hett. & V.D.Nguyen
- Typhonium medusae Hett. & Sookch.
- Typhonium muaklekense Sookch. & Maneean.
- Typhonium neogracile J.Murata
- Typhonium orbifolium Hett. & Sookch.
- Typhonium pedatisectum Gage
- Typhonium pedunculatum Hett. & Sookch.
- Typhonium penicillatum V.D.Nguyen & Hett.
- Typhonium phuocbinhense V.D.Nguyen & Croat
- Typhonium pottingeri Prain
- Typhonium praecox J.Murata
- Typhonium praelongum Serebryanyi & Hett.
- Typhonium pusillum Sookch., V.D.Nguyen & Hett.
- Typhonium ramosum Hett.
- Typhonium reflexum Hett. & Sookch.
- Typhonium rhizomatosum A.Galloway & Petra Schmidt
- Typhonium roxburghii Schott
- Typhonium sagaingense K.Z.Hein, Naive, Z.X.Ma & V.D.Nguyen
- Typhonium sagittariifolium Gagnep.
- Typhonium saraburiensis Sookch., Hett. & J.Murata
- Typhonium sinhabaedyae Hett. & A.Galloway
- Typhonium smitinandii Sookch. & J.Murata
- Typhonium stigmatilobatum V.D.Nguyen
- Typhonium subglobosum Hett. & Sookch.
- Typhonium supraneeae A.Galloway, Petra Schmidt & Sinhab.
- Typhonium thatsonense Luu & H.T.Van
- Typhonium trifoliatum F.T.Wang & H.S.Lo ex H.Li, Y.Shiao & S.L.Tseng
- Typhonium trilobatum (L.) Schott
- Typhonium tubispathum Hett. & A.Galloway
- Typhonium varians Hett. & Sookch.
- Typhonium vermiforme V.D.Nguyen & Croat
- Typhonium vietnamense Luu, Nguyen-Phi & H.T.Van
- Typhonium violifolium Gagnep.
- Typhonium viridispathum A.Galloway & Sinhab.
- Typhonium watanabei J.Murata, Sookch. & Hett.

... · 
Aglaonema · 
Alocasia · 
Amorphophallus · 
Anthurium · 
Arum (Aronskelk) · 
Caladium · 
Calla · 
Culcasia · 
Dieffenbachia · 
Dracunculus · 
Epipremnum · 
Gymnostachys · 
Helicodiceros · 
Lemna (Eendenkroos) · 
Monstera · 
Philodendron · 
Pistia · 
Scindapsus · 
Spathiphyllum (Lepelplant) · 
Spirodela · 
Wolffia · 
...